# Тетрикс двоплямистий
Тетрикс двоплямистий, тетрикс коротковусий, стрибунчик біпунктата (Tetrix bipunctata) — вид прямокрилих комах родини тетригід (Tetrigidae).

## Поширення
Вид поширений на значних територіях Європи (вимер у Данії, на півночі Німеччини, Нідерландах та більшій частині Бельгії) та Північної Азії на схід до Кореї. Середовище існування складається з відкритих просторів на піщаних ґрунтах у лісах або вздовж них, наносів, пустищ і дюн.

## Опис
Доросла особина має розміри від 8 до 11 мм; її кольори та форми дуже сильно відрізняються; більшість комах мають дві чорні або сірі плями на переднеспинці (звідси наукова назва виду).